# Gilles Marini
Gilles Marini (Grasse, 26 gennaio 1976) è un attore e modello francese.

## Biografia
Nato a Grasse, nella Provenza-Alpi-Costa Azzurra, da madre greca e padre italiano. Dall'età di otto anni inizia a lavorare come panettiere presso la panetteria del padre e dopo il diploma di scuola superiore si arruola nell'esercito francese e si trasferisce a Parigi, dove lavora come pompiere all'interno della Brigade des Pompiers de Paris.
Proprio a Parigi conosce il fotografo Fred Goudon, che lo fa debuttare come modello. Dopo l'adempimento dei suoi doveri militari, si trasferisce negli Stati Uniti d'America per imparare l'inglese e lavorare come modello. Marini è apparso in vari spot e campagne pubblicitarie per marchi come Coca Cola, Budweiser, Chrysler, Avon e molti altri.
Debutta come attore nel 2005 nel film horror Screech of the Decapitated, successivamente appare in varie serie televisive tra cui Criminal Minds, Ugly Betty, Beautiful e Dirty Sexy Money, ma ottiene la popolarità grazie al ruolo di Dante, il sexy vicino di casa di Samantha Jones, nel film Sex and the City, tratto dalla celebre serie televisiva.
Nel 2009 appare come guest star nella quarta stagione della serie televisiva Brothers & Sisters - Segreti di famiglia, nel ruolo di Luc Laurent, interesse amoroso di Sarah Walker, per poi diventare un personaggio regolare nella quinta ed ultima stagione della serie. Sempre nel 2009 partecipa come concorrente all'ottava edizione di Dancing with the Stars, dove si classifica secondo assieme alla sua partner di ballo Cheryl Burke, battuti dalla coppia formata dalla ginnasta Shawn Johnson e dal ballerino Mark Ballas.
Nel 2011 partecipa ad alcuni episodi della serie televisiva Switched at Birth - Al posto tuo, nel ruolo di Angelo Sorrento, padre biologico di Bay Kennish.
Dopo aver preso parte ad un episodio della terza stagione della serie Devious Maids - Panni sporchi a Beverly Hills; diventa un personaggio regolare della terza stagione.

### Vita privata
Dal 1998 è sposato con Carole, da cui ha avuto due figli; Georges (2000) e Juliana (2007). Nel tempo libero Marini gioca a calcio con l'Hollywood United F.C., con cui ha firmato un contratto.

## Filmografia

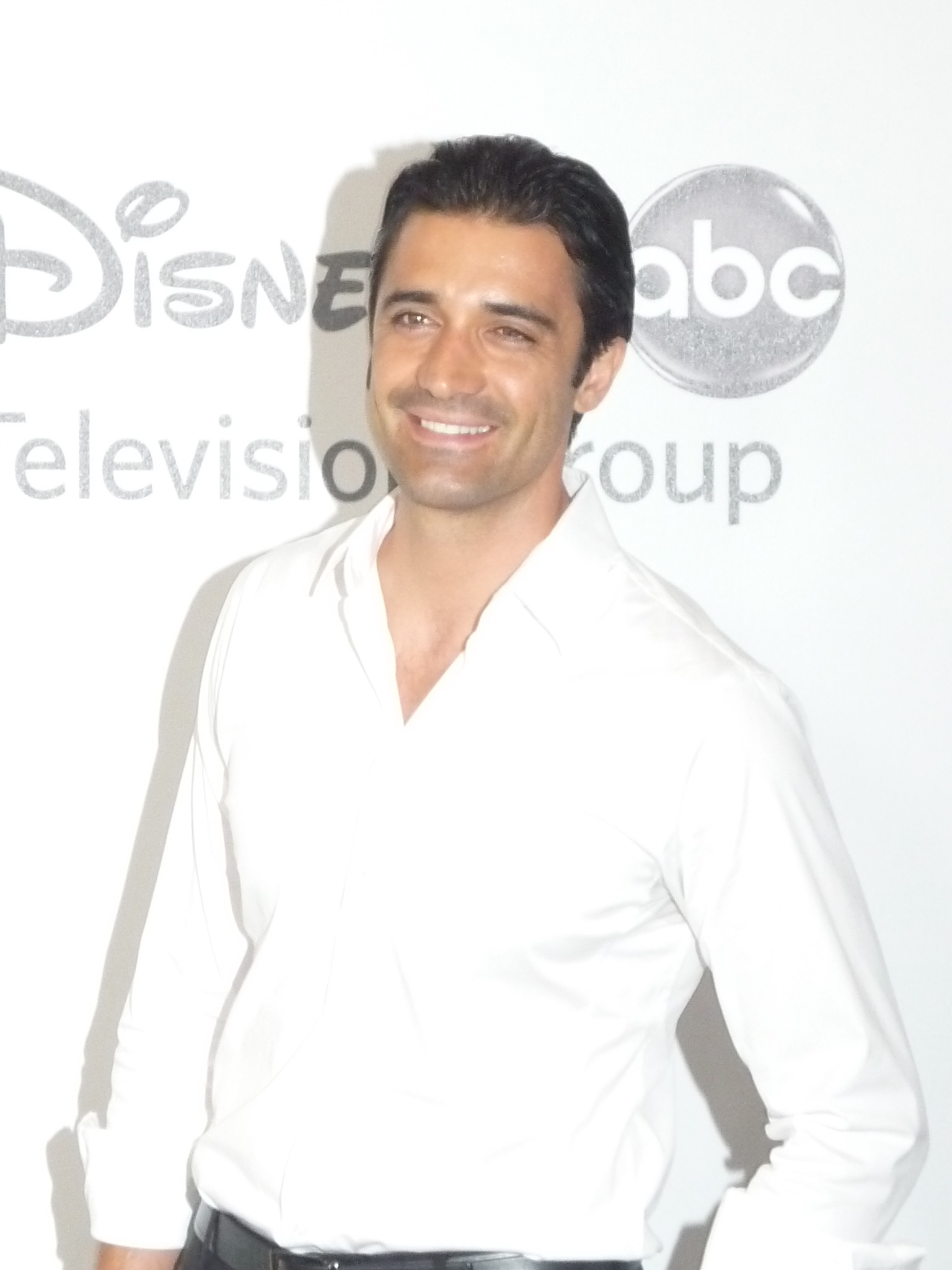
Gilles Marini nel 2010

### Cinema
- Screech of the Decapitated, regia di Michael Tarzian (2005)
- The Boys & Girls Guide to Getting Down, regia di Paul Sapiano (2006)
- Stand Up, regia di Michael Rainin (2007)
- Sex and the City, regia di Michael Patrick King (2008)
- The Last Rescue, regia di Eric Colley (2015)
- Mothers and Daughters, regia di Paul Duddridge e Nigel Levy (2016)
- Quando arriva l'amore (A Little Something for Your Birthday), regia di Susan Walter (2017)
- Aspettando Anya (Waiting for Anya), regia di Ben Cookson (2020)
- 1943 - Il filo della libertà (Burning at Both Ends), regia di Matthew Hill e Landon Johnson (2022)

### Televisione
- The O.C. – serie TV, episodio 1x22 (2004)
- Passions – soap opera, episodio 1730 (2006)
- Criminal Minds – serie TV, episodio 1x22 (2006)
- Windfall – serie TV, episodio 1x02 (2006)
- Ugly Betty – serie TV, episodio 1x03 (2006)
- Beautiful (The Bold and the Beautiful) – soap opera, episodi 4517 e 5110 (2005-2007)
- Dirty Sexy Money – serie TV, episodio 1x02 (2007)
- Nip/Tuck – serie TV, episodi 6x06 e 6x07 (2009)
- Brothers & Sisters - Segreti di famiglia (Brothers & Sisters) – serie TV, 35 episodi (2009-2011)
- Switched at Birth - Al posto tuo (Switched at Birth) – serie TV, 54 episodi (2011-2017)
- Castle – serie TV, episodio 3x12 (2011)
- Royal Pains – serie TV, episodio 2x18 (2011)
- Modern Family – serie TV, episodio 3x06 (2011)
- Hot in Cleveland – serie TV, episodi 3x02 e 3x17 (2011-2012)
- Scruples, regia di Michael Sucsy – film TV (2012)
- Are You There, Chelsea? – serie TV, episodio 1x10 (2012)
- Kirstie – serie TV, episodio 1x01 (2013)
- 2 Broke Girls – serie TV, 7 episodi (2013-2014)
- The Mysteries of Laura – serie TV, episodio 1x06 (2014)
- The McCarthys – serie TV, episodio 1x08 (2014)
- Devious Maids - Panni sporchi a Beverly Hills (Devious Maids) – serie TV, 14 episodi (2014-2015)
- Teen Wolf  – serie TV, episodi 5x18, 5x19 e 5x20 (2016)
- Daredevil – serie TV, episodio 2x10 (2016)
- Bones – serie TV, episodio 11x21 (2016)
- Ultimate Beastmaster - programma TV (2017),  presentatore
- Il tempo della nostra vita (Days of Our Lives) - serial TV, 91 puntate (2018-2019)
- Uncoupled - serie TV, episodio 1x03 (2022)
- Grey's Anatomy - serie TV, episodio 19x19 (2023)
- S.W.A.T. – serie TV, episodio 8x01 (2024)
- 1923 – serie TV, episodio 2x02 (2025)

## Doppiatori italiani
Nelle versioni in italiano dei suoi lavori, Gilles Marini è stato doppiato da:
- Frédéric Lachkar in Brothers & Sisters - Segreti di famiglia, Switched at Birth - Al posto tuo
- Fabio Boccanera in Devious Maids - Panni sporchi a Beverly Hills
- Luigi Rosa in Nip/Tuck
- Francesco Pezzulli in The Mysteries of Laura
- Marco Vivio in Teen Wolf
- Riccardo Scarafoni in Mothers and Daughters
- Guido Di Naccio in Modern Family
- Danilo Di Martino in Uncoupled
- Alessandro Parise in 1943 - Il filo della libertà
- Andrea Lavagnino in Grey's Anatomy